# كأس مالديف
كأس مالديف ، هي بطولة رسمية لكرة القدم في جزر المالديف، أسست من قبل اتحاد المالديف لكرة القدم ، وتشارك فيه أندية مرخصة من اتحاد الكرة. 

## مصدر
1. ↑  "Maldives - List of Cup Winners". RSSSF. مؤرشف من الأصل في 2018-06-25. اطلع عليه بتاريخ 2011-08-26.